# Ming Daizong
Pour les articles homonymes, voir Jingtai.
Ming Daizong (明代宗, né le 21 septembre 1428 à Pékin et décédé le 14 mars 1457) a été empereur de Chine du 22 septembre 1449 au 11 février 1457. En Chine, on le désigne depuis sa mort par son nom de règne, Jingtai (景泰帝, « Empereur Jingtai »).
Son nom personnel était Zhu Qiyu (朱祁钰), il était le fils de l'empereur Ming Xuanzong ; il fut le septième empereur de la dynastie Ming.

## Biographie
Frère de l'empereur Ming Zhengtong, il prit le pouvoir quand celui-ci fut capturé en 1449 par les Oïrats à la bataille de la forteresse de Tumu. À sa libération en 1450, Ming Zhengtong fut mis en résidence surveillée par son frère.
Pendant son règne, aidé par l'éminent ministre Qian Yu, il a accordé une attention particulière aux questions qui concernaient son pays. Il se rendit sur le Grand Canal. À la suite de son administration, l'économie a prospéré et la dynastie a été renforcée.
Zhu Qiyu règna pendant huit ans. Lorsqu'il a été gravement malade en 1457, son frère Ming Zhengtong mis à l'écart sept ans plus tôt a vu une occasion de reconquérir le trône et, par un coup d'État militaire, il renversa l'empereur. Ming Zhengtong revint au pouvoir sous le second nom de règne de Tianshun.
L'empereur déchu a été rétrogradé au rang de prince de Cheng, le titre qu'il avait occupé avant son accession au trône, et a été placé en résidence surveillée à Xiyuan (西苑). Zhu Qiyu est mort un mois plus tard avec certaines sources laissant entendre qu'il avait été assassiné par des eunuques à l'ordre de l'empereur Ming Zhengtong.
Après la mort de Zhu Qiyu, l'empereur Ming Zhengtong refusa l'honneur qui revenait à son frère d'être enterré auprès des tombeaux des Ming (avec ses prédécesseurs) situés au nord de Pékin. Il a été enterré à l'ouest des collines de Pékin, plutôt comme un prince que comme un empereur. Son nom posthume a également été ramené à cinq caractères, au lieu des dix-sept habituels, pour refléter son statut rétrogradé.

## Informations personnelles
- Père
  - Empereur Ming Xuanzong
- Mère
  - Impératrice Xiao Yi

### Épouses
| Titre                                 | Nom de jeune fille | Naissance | Décès | Père | Mère | Enfants                              |
| ------------------------------------- | ------------------ | --------- | ----- | ---- | ---- | ------------------------------------ |
| Impératrice Xiao Yuan Jing 孝淵景皇后 | Wang (汪)          |           | 1505  |      |      | Princesse Gu'an                      |
| Impératrice Su Xiao 肅孝皇后          | Hang (杭)          |           | 1456  |      |      | Zhu Jianji, prince héritier Huaixian |

### Fils
| Ordre | Nom               | Titre                             | Naissance     | Décès        | Mère                |
| ----- | ----------------- | --------------------------------- | ------------- | ------------ | ------------------- |
| 1     | Zhu Jianji 朱見濟 | Prince héritier Huaixian 懷獻太子 | 1er août 1448 | 21 mars 1453 | Impératrice Su Xiao |

### Filles
| Ordre | Titre                    | Naissance       | Décès        | Date du mariage | Mère                       | Époux          | Enfants       |
| ----- | ------------------------ | --------------- | ------------ | --------------- | -------------------------- | -------------- | ------------- |
| 1     | Princesse Gu'an 固安公主 | 19 février 1449 | 20 mars 1491 | 1470            | Impératrice Xiao Yuan Jing | Wang Xian 王憲 | Wang Dao 王道 |